# Gayle Rankin
Gayle Rankin (Paisley, 1º agosto 1989) è un'attrice britannica.

## Biografia
Nata e cresciuta in Scozia, a diciassette anni ha vinto una borsa di studio per la Juilliard School di New York.
Nel 2012 ha fatto il suo esordio sul piccolo schermo in un episodio di Law & Order - Unità vittime speciali e nel 2019 ha raggiunto il successo con il ruolo di Sheila nella serie televisiva di Netflix Glow, per cui ha ottenuto due candidature al Screen Actors Guild Award per il miglior cast in una serie commedia. A partire dalla seconda metà degli anni 2010 ha recitato anche in numerosi film, tra cui The Greatest Showman nel ruolo della Regina Vittoria, Buttiamo giù l'uomo e Men. 
In campo teatrale ha esordito a Broadway nel 2014 in un allestimento del musical Cabaret diretto da Sam Mendes, interpretando Fraulein Kost accanto a Michelle Williams e Alan Cumming. Nel 2017 ha recitato nel ruolo di Ofelia accanto all'Amleto di Oscar Isaac al Public Theater dell'Off-Broadway. Nel 2024 torna a Broadway in un nuovo allestimento di Cabaret diretto da Rebecca Frecknall, interpretando la protagonista Sally accanto ad Eddie Redmayne; per la sua interpretazione viene candidata al Drama Desk Award e al Tony Award alla miglior attrice protagonista in un musical. Nello stesso anno interpreta Alys Rivers nella seconda stagione di House of the Dragon.

## Filmografia parziale

### Cinema
- The Meyerowitz Stories, regia di Noah Baumbach (2017)
- The Greatest Showman, regia di Michael Gracey (2017)
- L'unica (Irreplaceable You), regia di Stephanie Laing (2018)
- In a Relationship - Amori a lungo termine (In a Relationship), regia di Sam Boyd (2018)
- Buttiamo giù l'uomo (Blow the Man Down), regia di Bridget Savage Cole e Danielle Krudy (2018)
- Men, regia di Alex Garland (2022)

### Televisione
- Law & Order - Unità vittime speciali (Law & Order: Special Victims Unit) – serie TV, episodio 13x11 (2012)
- Perry Mason – serie TV, 10 episodi (2020-2023)
- GLOW – serie TV, 30 episodio (2017-2019)
- Kindred – serie TV, 7 episodi (2022)
- House of the Dragon – serie TV (2024)

## Teatro
- Tribes di Nina Raine, regia di David Cromer. Barrow Street Theatre dell'Off-Broadway (2012)
- Cabaret, libretto di Joe Masteroff, colonna sonora di Fred Ebb e John Kander, regia di Sam Mendes. Studio 54 di Broadway (2014)
- The Mystery of Love and Sex di Bathsheba Doran, regia di Sam Gold. Lincoln Center dell'Off-Broadway (2015)
- La bisbetica domata di William Shakespeare, regia di Phyllida Lloyd. Delacorte Theater dell'Off-Broadway (2016)
- Amleto di William Shakespeare, regia di Sam Gold. Public Theater dell'Off-Broadway (2017)
- Cabaret, libretto di Joe Masteroff, colonna sonora di Fred Ebb e John Kander, regia di Rebecca Frecknall. August Wilson Theatre di Broadway (2024)

## Riconoscimenti
- Tony Award
  - 2024 – Candidatura per la miglior attrice protagonista in un musical per Cabaret

## Doppiatrici italiane
Nelle versioni in italiano delle opere in cui ha recitato, Gayle Rankin è stata doppiata da:
- Ilaria Latini in The Meyerowitz Stories, L'unica
- Eva Padoan in Buttiamo giù l'uomo, GLOW
- Sara Ferranti in The Greatest Showman
- Letizia Ciampa in Perry Mason
- Benedetta Ponticelli in Men
- Giulia Catania in House of the Dragon